# Ursula McKnight
Ursula Solard McKnight (* 19. Juli 1974) ist eine ehemalige US-amerikanische Fußballspielerin.

## Sportliche Karriere
McKnight ging von August 1992 bis Dezember 1996 an der University of Wisconsin–Madison ihrem Biologiestudium im Fachbereich Genetik nach und schloss es mit einem Bachelor of Science Umweltstudien ab. Während ihrer Studienzeit spielte sie von 1993 bis 1996 als Torhüterin für deren Sport-Team, den Wisconsin Badgers, in der Big Ten Conference, Teil der Division I der National Collegiate Athletic Association (NCAA). Im Spieljahr 1994 gehörte sie der All-Big-Ten-Auswahl an, war zweimal Spielerin der Woche und 1995 beste Torhüterin des Jahres innerhalb der NCAA Division I.
Nach Deutschland gelangt, spielte sie ab 1997 in Hannover für den TSV Fortuna Sachsenross in der Gruppe Nord der seinerzeit zweigleisigen Bundesliga, der höchsten Spielklasse im deutschen Frauenfußball. Sportlich für die eingleisige Bundesliga qualifiziert, verzichtete der Verein zugunsten des Hamburger SV auf die Teilnahme aufgrund finanzieller Schwierigkeiten und den bereits feststehenden Abgängen zahlreicher Leistungsträgerinnen. Dazu gehörte unter anderem auch McKnight, die sich letztendlich dem FCR Duisburg 55 zur Saison 1997/98 anschloss.
Am Saisonende belegte sie mit ihrer Mannschaft den 3. Platz in der Meisterschaft und gewann am 16. Mai 1998 im Olympiastadion Berlin vor 35.000 Zuschauern – als Vorspiel zum Männerfinale – mit 6:2 gegen den FSV Frankfurt den deutschen Vereinspokal; dabei musste sie die Gegentore zum 1:4 und 2:5 erst in der 42. und 52. Minute hinnehmen. Die Folgesaison wurde als Zweiter beendet und im Finale um den deutschen Vereinspokal am 12. Juni 1999 in Berlin musste sich ihre Mannschaft mit 0:1 dem 1. FFC Frankfurt geschlagen geben; im Tor seinerzeit erhielt jedoch Andrea Schaller den Vorzug, da McKnight von 1998 bis 1999 auch als Labortechnikerin in der Abteilung Enzymentwicklung beim Henkel-Unternehmen in Düsseldorf tätig gewesen war.

## Erfolge
- Zweiter Deutsche Meisterschaft 1999, Dritter 1998
- DFB-Pokal-Sieger 1998, -Finalist 1999 (ohne Einsatz)

## Berufliche Karriere
Nach ihrer Spielerkarriere blieb McKnight in Deutschland und setzte ihr Studium von Oktober 2003 bis Dezember 2005 an der Eberhard Karls Universität Tübingen im Fachbereich Geowissenschaften im Hauptfach Angewandte Umweltgeowissenschaften fort. Ihre Masterarbeit schrieb sie über “Modellbasierte quantitative Bewertung und Vorhersage von Risiken und Risikominderungsoptionen an einem petrochemischen Standort”. Von Januar 2006 bis Oktober 2008 belegte sie das Hauptfach Hydrogeologie und analytische Modellierung. Nach ihrer Dissertation in Angewandter Geologie mit magna cum laude promovierte sie im Februar 2009 zum Dr. rer. nat. Von Oktober 2008 bis Dezember 2013 war sie an Dänemarks Technischer Universität in Lyngby im Fachbereich Umwelttechnik als Mitarbeiterin an verschiedenen nationalen transdisziplinären Forschungsprojekten tätig. Von Januar 2014 bis September 2018 bekleidete sie die Stellung als Assistenzprofessor für Hydrogeologie. Von Oktober 2018 bis Mai 2021 war sie als Außerordentlicher Professor für Aquatische Ökohydrologie dort tätig. Seit 2021 ist sie am Schwedischen Meteorologischen und Hydrologischen Institut in Norrköping als Projektleiterin und Leitender Wissenschaftler in der Abteilung Hydrologie Forschung & Entwicklung tätig. Auf ihrem Gebiet hat sie bisher 27 Veröffentlichungen herausgegeben; sie ist Mitherausgeberin des erstmals 2020 erschienenen Journal of Hydrology im Elsevier.